# Bunar (Jagodina)
Bunar (Servisch cyrillisch Бунар) is een plaats in de Servische gemeente Jagodina. De plaats telt 495 inwoners (2002).